# Atlapetes flaviceps
El atlapetes cabecigualdo o gorrión montés de anteojos (Atlapetes flaviceps) es una especie de ave paseriforme de la familia Passerellidae endémica de Colombia.

## Descripción
Cabeza color amarillo a oliváceo. Garganta, barbilla, el anillo del ojo, el oído son siempre de color amarillo brillante. El resto del plumaje es de color amarillo oscuro con las caras superiores de las alas y la cola color oliva oscuro. Mide en promedio 18 cm de longitud.
En 1987 fue publicada la primera fotografía de un ejemplar vivo de esta especie, que fue ampliamente distribuida. Cuando la especie fue redescubierta en la localidad tipo en 1989, se observó que algunas aves tenían la cabeza de olivácea (como se ve en la fotografía), pero, los machos adultos tienen la cabeza amarilla, en gran parte, como en la descripción original de esta especie.

## Distribución
Ha sido encontrado en el valle del río La Plata en el departamento del Huila en 1967 y más recientemente en la cuenca del río Coello, en el departamento del Tolima, en Juntas, Roncesvalles y el río Toche, entre los 1.300 y 2.400 m de altitud.

## Ecología
Localmente común en los límites del bosque de galería, en la espesa vegetación secundaria y bosques degradados, matorrales y plantaciones de arracacha (Arracacia xanthorriza) y granadilla (Passiflora ligularis). Ha sido observado buscando alimento en bandas con otras especies de pájaros. Está amenazado por pérdida de hábitat. Su población total se calcula en cerca de mil adultos.